# Gare de Petit Vaux
La gare de Petit Vaux est une gare ferroviaire française de la ligne de la grande ceinture de Paris, située sur le territoire de la commune d'Épinay-sur-Orge, dans le département de l'Essonne en région Île-de-France.

## Situation ferroviaire
Établie à 48 mètres d'altitude, la gare de Petit Vaux est située au point kilométrique (PK) 96,567 de la ligne de la grande ceinture de Paris, entre les gares de Savigny-sur-Orge et de Gravigny-Balizy.

## Histoire

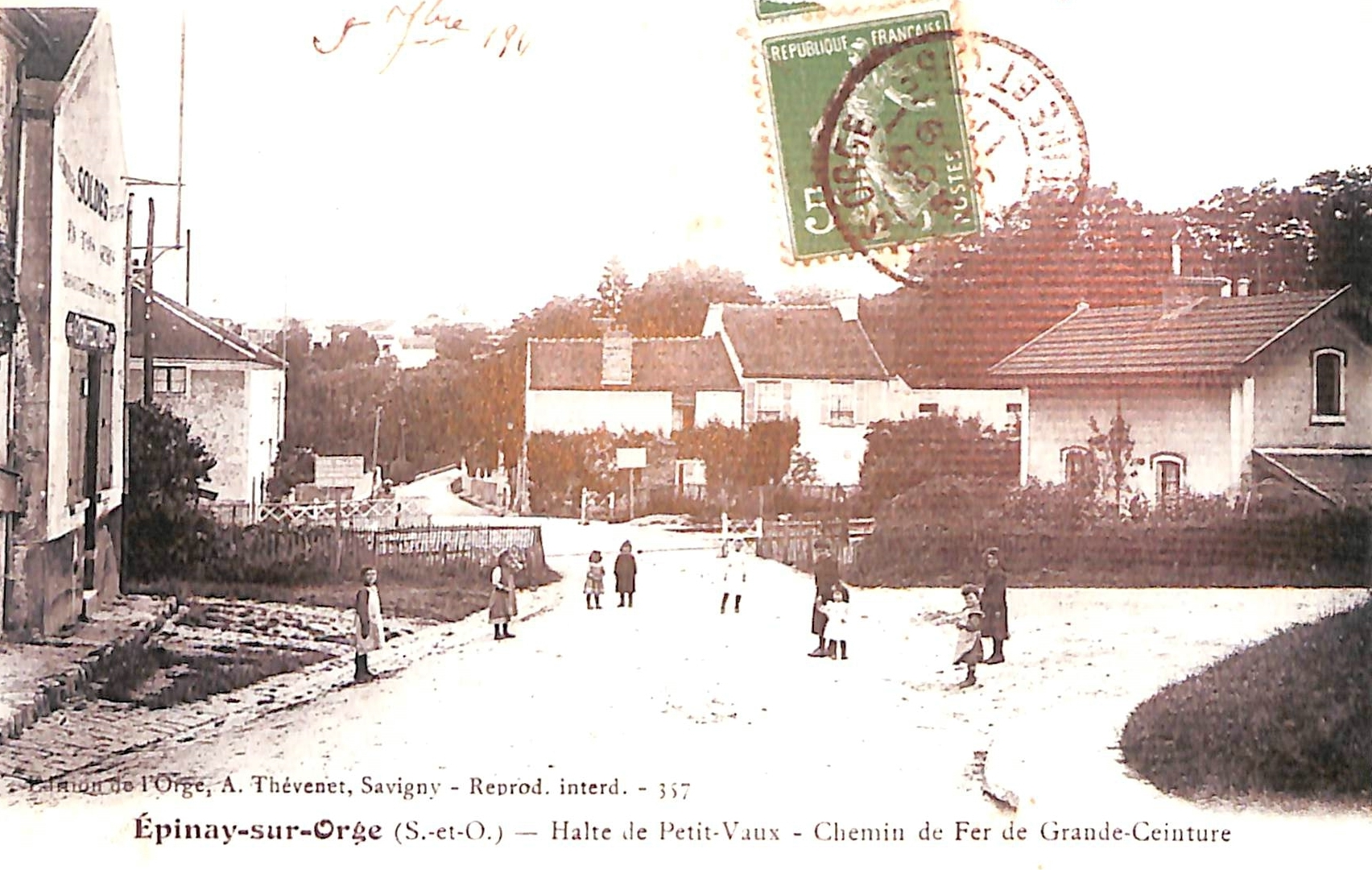
Ancienne carte postale montrant la gare de Petit Vaux au début du XXe siècle.

Le 1er mai 1883, le trafic de la ligne de Grande Ceinture ouvre aux voyageurs sur la section de Versailles-Chantiers à Savigny-sur-Orge. La gare de Petit Vaux est créée à cette occasion.
Le 15 mai 1939, le trafic voyageurs prend fin sur la section nord de la Grande ceinture comprise entre Versailles-Chantiers et Juvisy. Par contre, il subsiste sur la section sud, entre Juvisy et Versailles via Massy - Palaiseau. La gare de Petit Vaux reste donc ouverte aux voyageurs.
En 2016, selon les estimations de la SNCF, la fréquentation annuelle de la gare est de 329 400 voyageurs, comme en 2015 et 2014.
Un projet de réaménagement de la gare pour une nouvelle desserte fut inclus dans le projet global de la ligne 12 Express du tramway, projet déclaré d'utilité publique le 22 août 2013, pour une mise en service prévue en 2023. La gare devait être réaménagée afin de pouvoir accueillir la ligne de tramway. Un passage souterrain doit être construit ; en outre, les quais doivent être abaissés et rendus accessibles aux personnes à mobilité réduite.
Ainsi, depuis le 9 décembre 2023, cette gare est desservie par la ligne T12 en remplacement de la branche C8 du RER C.

## Service des voyageurs

### Accueil
Halte ou station SNCF, c'est un point d'arrêt non géré (PANG) à accès libre. Elle dispose de deux quais. Elle est équipée d'abris sur chacun des quais et d'automates pour l'achat et le compostage de titres de transport. C'est une station qui est accessible « en toute autonomie » par les personnes en fauteuil roulant, grâce à des rampes. La traversée des voies se fait au travers d'un passage souterrain et d'ascenseurs.

### Desserte
La gare de Petit Vaux est desservie par des tram-trains de la relation Massy-Palaiseau - Évry-Courcouronnes (ligne T12).

### Intermodalité
Un parc pour les vélos et un parking pour les véhicules y sont aménagés. La gare est desservie par les lignes 116 et H du réseau de bus Paris Saclay.
Le sentier de grande randonnée de pays de la ceinture verte d'Île-de-France passe par la gare et continue au nord-ouest le long de l'Yvette et au sud vers la vallée de l'Orge.

## Galerie de photographies

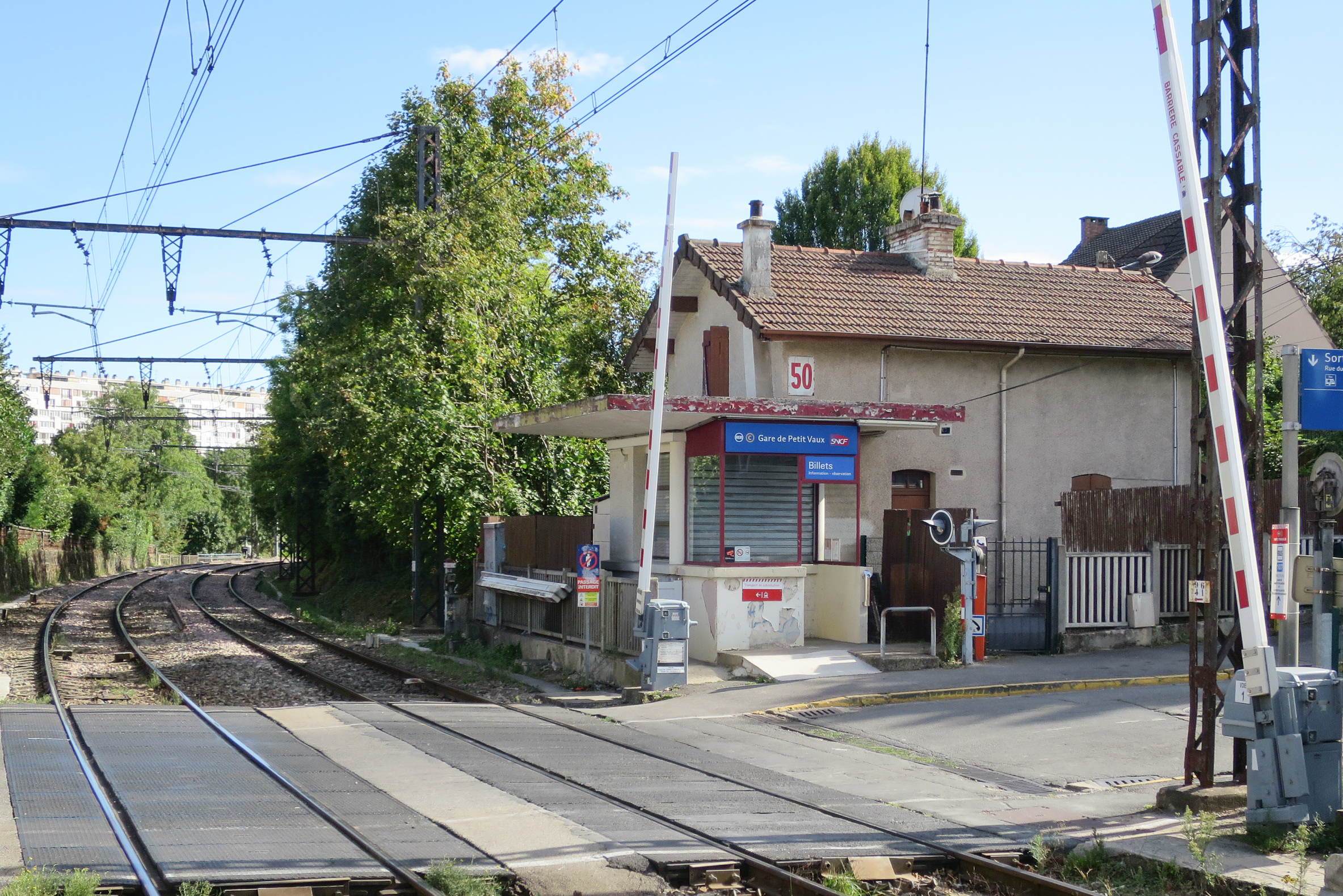
L'ancien bâtiment voyageurs et les voies vues en direction de Savigny-sur-Orge.
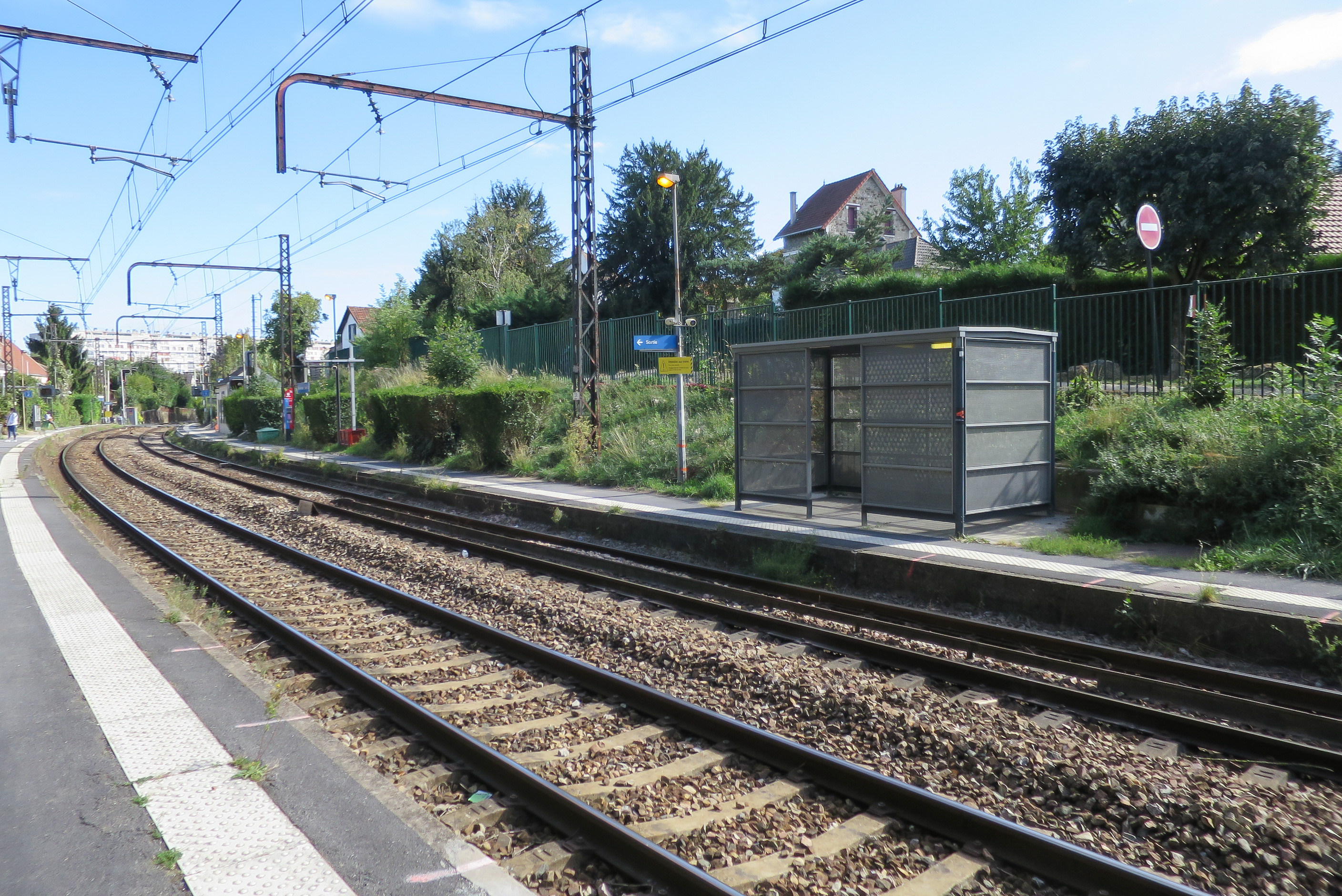
Les voies et les quais.
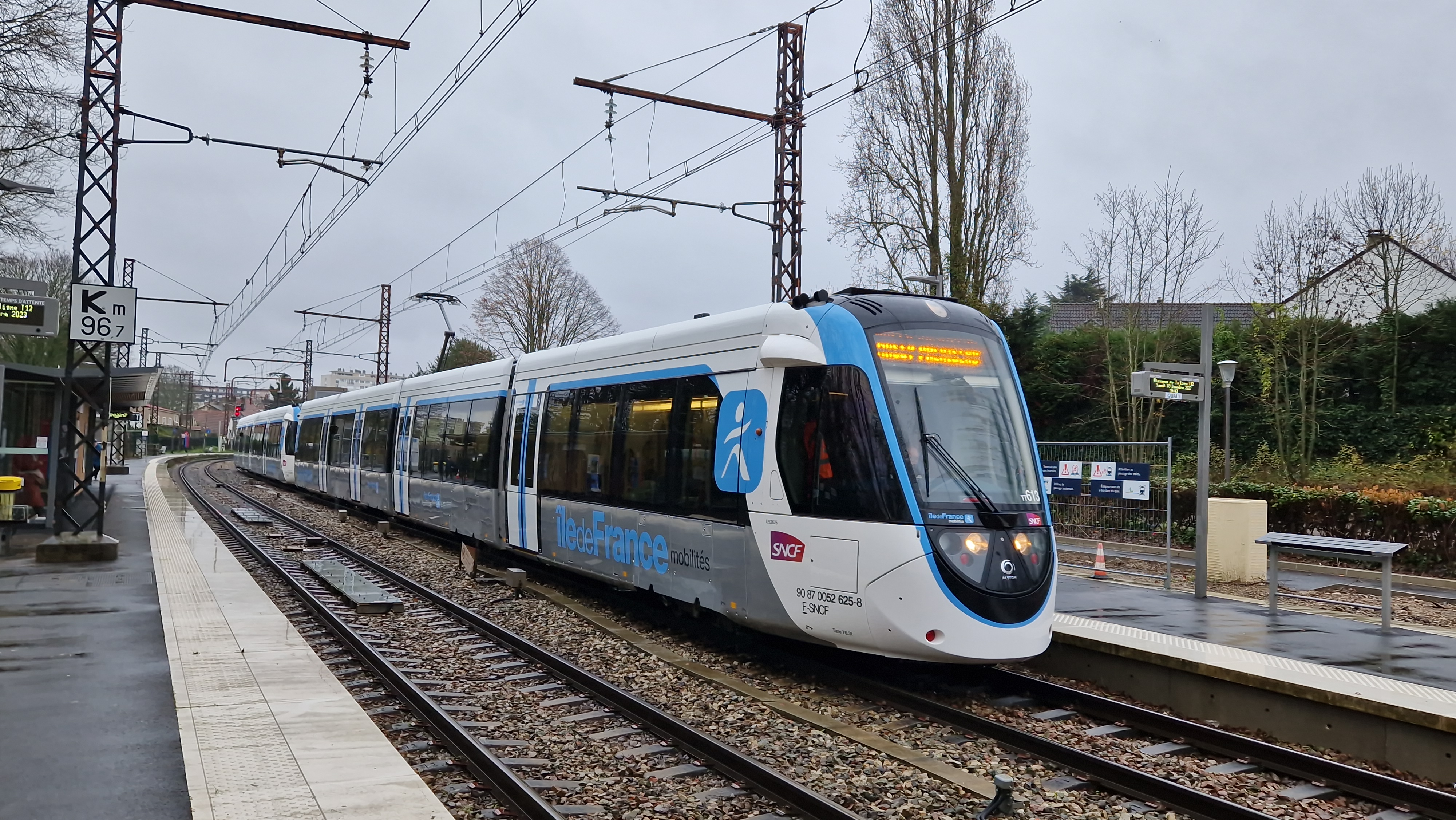
Une rame U 52600 en direction de Massy - Palaiseau.